# Xiphocentron caenina
Xiphocentron caenina är en nattsländeart som beskrevs av Fernand Schmid 1982. Xiphocentron caenina ingår i släktet Xiphocentron och familjen Xiphocentronidae. Inga underarter finns listade i Catalogue of Life.